# Єва Філбін
Єва Філбін (нар. 4 січня 1914 — пом. 24 червня 2005) — ірландський хімік, яка стала першою жінкою-президентом Інституту хімії Ірландії.

## Раннє життя та освіта
Народилася Єва Марія Райдер (Філбін) у Балліні, графство Мейо, Ірландія, старша з двох дочок Кейт і Джорджа Райдерів. Вона відвідувала монастир милосердя в Балліні, а в 1936 році отримала ступінь бакалавра наук з відзнакою першого класу та ступінь магістра наук в Університетському коледжі Голвея. В університетському коледжі Голвей вона працювала під керівництвом Тома Діллона над проблемою виявлення вуглеводів у морських водоростях.

## Кар'єра та наукові дослідження
Філбін розпочала свою кар'єру хіміка в промисловості 1939 року і стала головним хіміком Hygeia Ltd у Голвеї під час Другої світової війни. У Hygeia вона відповідала за розробку альтернативних джерел хімічних речовин, які були недоступні через війну. 
У 1945 році Філбін приєдналася до співробітників Університетського коледжу в Дубліні демонстратором на хімічному факультеті. Там вона співпрацювала з професором Томасом С. Вілером, щоб створити активну дослідницьку школу в галузі хімії природних продуктів. Згодом Філбін була підвищена до асистента викладача (1949) і викладача коледжу (1955). У 1958 році Філбін була удостоєна ступеня доктора наук (DSc) в Національному університеті Ірландії за опубліковану роботу про флавоноїди. Філбін була однією з перших жінок-професорів науки Каліфорнійського університету, коли вона стала професором органічної хімії в 1962 році, а в 1963 році обійняла посаду завідувача кафедри хімії після смерті професора Вілера. Вона продовжила працювати над флавоноїдами, спорідненими сполуками та потенційними протираковими агентами, співпрацюючи з іншими співробітниками Університетського коледжу Дубліна. Філбін також проходила гостьові та дослідницькі стажування в Сполучених Штатах та Цюріху разом з Володимиром Прелогом. В 1979 році вона пішла з викладацької діяльності, але продовжувала проводити деякі дослідження.
За свою довгу кар'єру Філбін стала членом Королівського хімічного товариства та членом Ради Королівської ірландської академії та Ради природничих наук. Філбін стала першою жінкою, яка очолила Національну наукову раду, була першою жінкою старшим віце-президентом Королівської ірландської академії та була першою жінкою-президентом Інституту хімії в 1966 році. З 2007 року щорічна нагорода Інституту хімії Ірландії за цикл лекцій з хімії була названа на її честь - "Серією публічних лекцій Єви Філбін".
Інтереси Філбін виходили за рамки науки, вона проявляла великий інтерес до лікування людей з труднощами в навчанні, що привело її до того, щоб очолити Консультативну раду з питань психічних розладів, а також стати почесним скарбником Національної асоціації розумово неповносправних Ірландії.

## Особисте життя
Філбін вийшла заміж за Джона «Джека» Меддена Філбіна, у них народилося дві доньки та син. Вони одружилися 28 квітня 1943 року. У той час, якщо ви одружилися, було протизаконно працювати. Але Єва Філбін влаштувалася працювати в Університетський коледжу в Дубліні.
Її старша донька Еймер вийшла заміж за мовника та історика Джона Боумена. Філбін померла в будинку престарілих Ейлсбері, Дублін, 24 червня 2005 року у віці 91 року.